# Фріц Альбрехт
Фріц Вільгельм Карл Альбрехт (нім. Fritz Wilhelm Karl Albrecht; 23 грудня 1905, Берлін — 29 квітня 1977, Кельн) — німецький офіцер, оберст (полковник) вермахту, бригадний генерал бундесверу. Кавалер Лицарського хреста Залізного хреста.

## Біографія
Службовець земельної поліції. 15 жовтня 1935 року поступив на службу в 3-й артилерійський полк. В 1938 році призначений командиром 1-ї роти 13-го артилерійського полку.
З травня 1940 року — командир 1-го батальйону 13-го артилерійського полку. З жовтня 1941 до 27 лютого 1942 року — командир 13-го артилерійського полку. З 1 травня 1942 року — командир 311-го вищого артилерійського штабу. З 16 грудня 1942 — керівник (з 16 січня 1943 року — командир) танково-артилерійського полку «Велика Німеччина». Певний час перебував у резерві фюрера. З 25 листопада 1944 року — командир 15-го гренадерського полку. З квітня 1945 року — керівник бойової групи «Магдебург».
В 1956 році поступив на службу в бундесвер. 30 вересня 1963 року вийшов у відставку.

## Звання
- Лейтенант поліції (1 грудня 1929)
- Обер-лейтенант поліції (1 травня 1933)
- Гауптман вермахту (1 жовтня 1936)
- Майор (18 червня 1941)
- Оберст-лейтенант (20 квітня 1943)
- Оберст (8 листопада 1943)
- Бригадний генерал бундесверу (1 жовтня 1959)

## Нагороди
- Медаль «За вислугу років у Вермахті» 4-го класу (4 роки)
- Залізний хрест
  - 2-го класу (7 жовтня 1939)
  - 1-го класу (29 травня 1940)
- Штурмовий піхотний знак в сріблі
- Німецький хрест в золоті (14 січня 1942)
- Медаль «За зимову кампанію на Сході 1941/42»
- Почесна застібка на орденську стрічку для Сухопутних військ (17 лютого 1944) — за заслуги у боях в Кременчуці 29 вересня 1943 року.
- Лицарський хрест Залізного хреста (19 квітня 1945)